# Plaça de la Cinta
La plaça de la Cinta o plaça de Nostra Senyora de la Cinta és una plaça de traçat irregular a la que conflueixen els carrers Taules Velles, de la Rosa, de la Suda, Mercè i Nou del Vall a la ciutat de Tortosa.
Els edificis més remarcables que presenta són el mur sud-oest del recinte catedralici, amb el portal de l'Olivera, barroc, i el mur i finestral del dormitori canonical, i la casa Grego, modernista. La resta d'edificacions són habitatges de 3 o 4 pisos, amb façanes arrebossades i balcons de pedra o ferro amb base de rajola vidriada. La majoria són de finals del segle xix o principis del XX. La número 7 té sostinguts dos balcons sobre mènsules decorades amb terracotes, representant al primer pis un bust femení de composició modernista i temes florals i volutes als pisos superiors (es troben en molt mal estat de conservació).

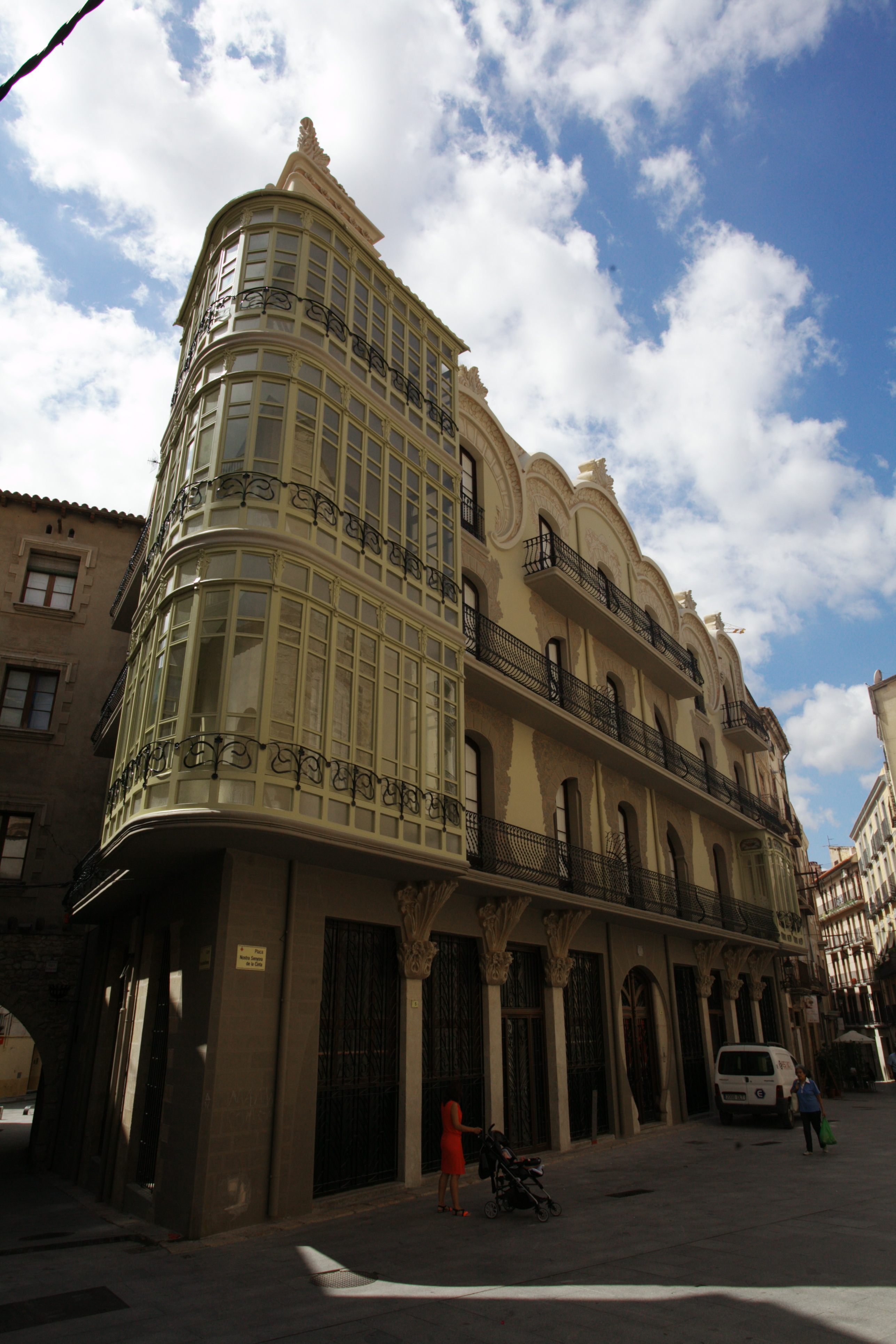
La casa Grego

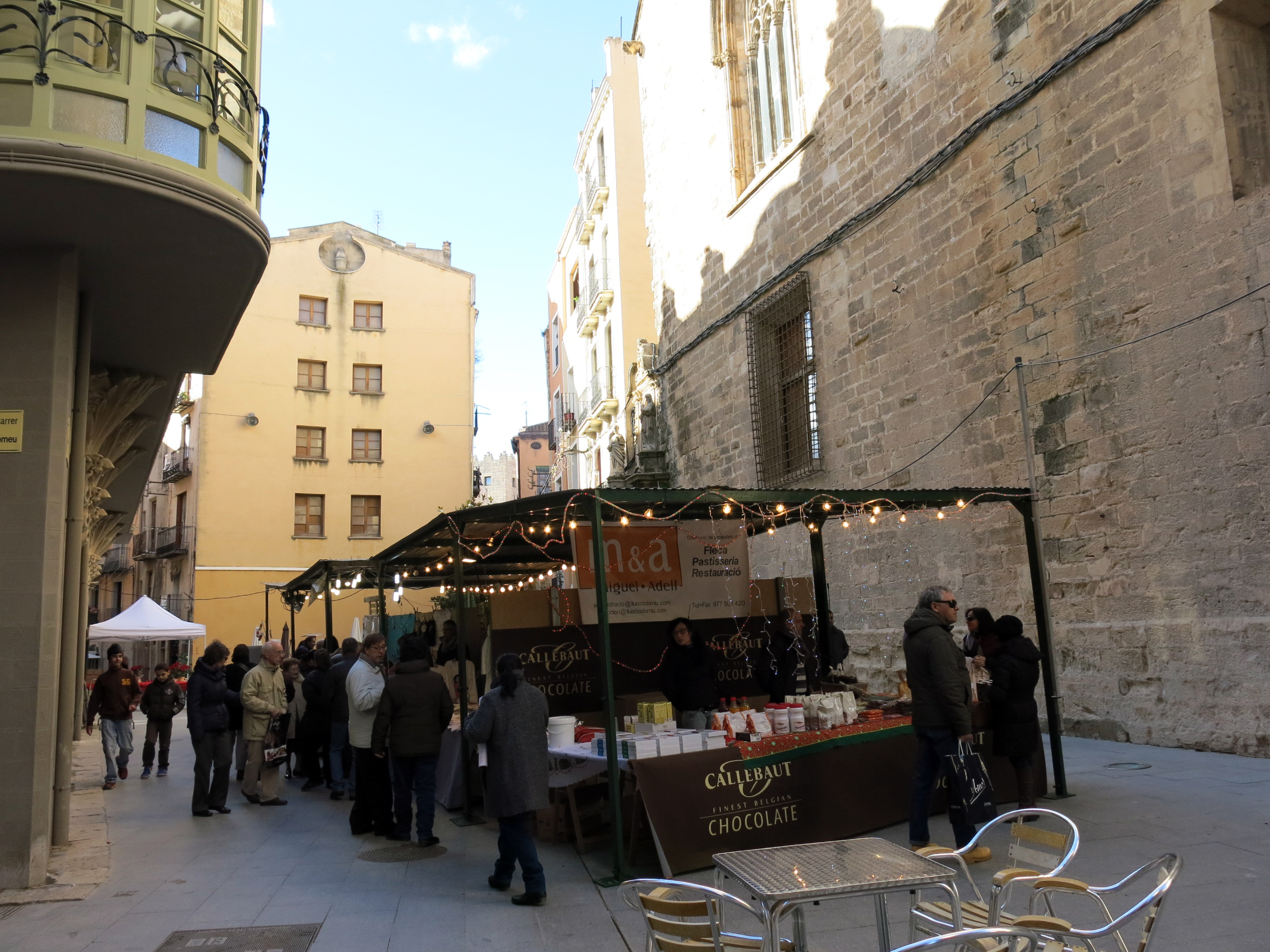
Fira de Nadal a la plaça de la Cinta

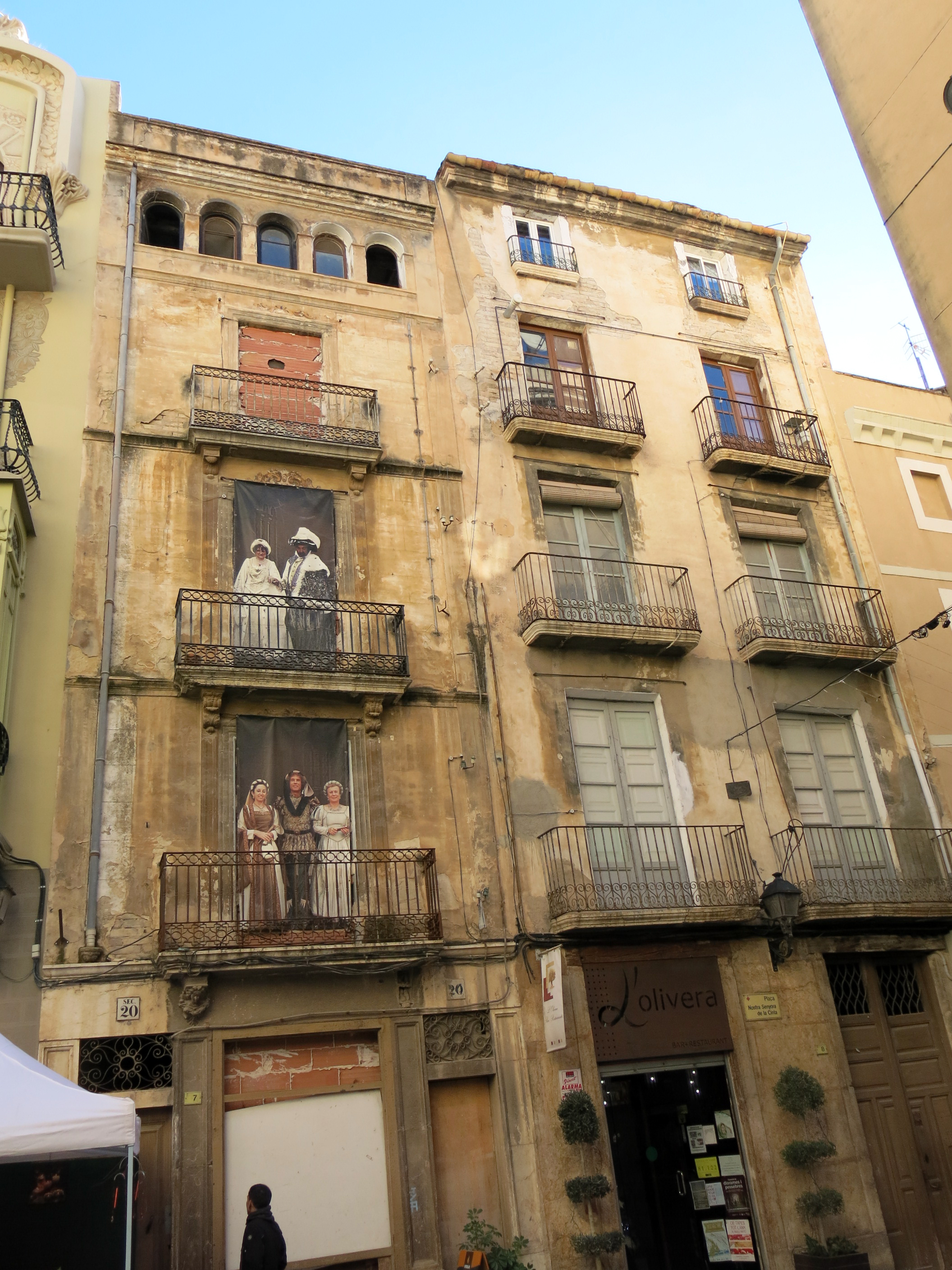
Els edificis núm. 7 i 8 de la plaça

## Història
La Plaça de la Cinta es troba sobre una esplanada de formació al·luvial, delimitada pel barranc del Rastre pel costat meridional, a llevant pel turó del Castell de la Suda i a ponent pel marge del riu Ebre. Aquesta plana continua cap al nord, entre el turó del Castell i el riu.
Antigament aquest sector era l'extrem del decumanus romà, que provinent del carrer Taules Velles connectava amb la via de Barcelona a través del portal del Romeu. Junt amb tot el que és el sector del recinte catedralici, les diferents excavacions arqueològiques han demostrat que corresponia al fòrum de la ciutat romana. Durant l'època medieval no tenia connexió directa amb el claustre de la catedral, sinó que ho feia només amb les estances i habitatges dels canonges. Aquest pas es va obrir el s. XVIII foradant part del menjador canonical, i construint-hi el Portal de l'Olivera.
El 1982 es va ampliar la plaça per la cessió a l'Ajuntament dels solars de tres cases que amenaçaven ruïna, i s'hi va fer una intervenció arqueològica amb motiu de la remodelació de la plaça. Les intervencions van començar l'any 1982 i van finalitzar el 1984. Es van realitzar en diferents fases:
- L'any 1982 es feren els primers sondejos,que corresponien a l'inici de tres cales, anomenades I, II i III, i només arribaren a 1,5 m de fondària. Aquests treballs de prospecció serviren per a constatar la presència de nivells arqueològics. Els treballs pròpiament d'excavació de les 3 cales obertes, amb l'aparició de la capa freàtica a un nivell molt alt que dificulta l'excavació, es continuen un mes després.[2]
- L'any 1983 es reprenen els treballs i a una de les cales s'arriba als 6 m de fondària. A finals d'any es va obrir una quarta cala que va permetre enllaçar les estructures que hi havien aparegut dintre de les cales II i III. Respecte al resulta d'aquestes intervencions no es pot aportar cap notícia perquè no s'ha realitzat cap publicació al respecte i la informació que proporcionen les memòries conté simplement la documentació planimètrica i l'inventari del material arqueològic. Igualment,no existeix cap treball de síntesi que relacioni les restes documentades durant les campanyes de 1982 i 1983 amb els resultats de l'any 1984.[2]

- L'any 1984, dins del Pla de Solidaritat amb l'Atur de la Generalitat, es finalitzà la intervenció arqueològica a la plaça amb l'obertura d'una cala de notables proporcions, paral·lela a la façana del Portal de l'Olivera. L'excavació posà al descobert una seqüència estratigràfica que va des d'època romana fins als nostres dies. Es van poder diferenciar nou fases:[2]
- # Segles II-VI dC: A aquest moment correspon un mur, construït parcialment amb la tècnica de l'encofrat.Entre el material ceràmic predomina la terra sigil·lata clara D,amb l'aparició també de terra sigillata grisa i ataronjada,amb decoració estampillada.[2]
- # Segona meitat del segle VI - segle VII:Aparició de diverses estructures constructives que separarien diversos àmbits. El material arqueològic evidencia una presència destacada de ceràmica feta a mà o torn lent,on hi apareixen decoracions d'estries, acanalats i bandes pentinades. Corresponen, majoritàriament, al tipus olla.[2]
- # Final del segle VII - inici del segle VIII: Es documenta la construcció d'un nou edifici. La tècnica de construcció és molt acurada,col·locant-se els blocs de pedra paral·lepípedes als angles.Continua el predomini de les olles fetes a mà,de pastes grises i negrenques. És significativa la presència d'un nou tipus ceràmic, fabricat amb torn, de parets primes i so metàl·lic.[2]
- # Segles VIII-IX: Per aquest moment es localitzen,únicament,2 murs.Destaca l'aparició d'un nou material, indicatiu de la presència andalusina a la ciutat, amb la introducció de nous tipus ceràmics.[2]
- # Segle X: Es divideix aquesta fase en 2 moments. Al primer es localitza una edificació de planta rectangular que aprofita els 2 murs documentats a la fase anterior. Les seves dimensions són de 10,40x2,30x2,40m. Els murs nord i sud són construïts amb la tècnica d’opus spicatum. A un segon moment, es disposen 3 envans que divideixen l'edifici en 4 àmbits de dimensions regulars. Entre el material ceràmic destaquen els recipients d'emmagatzematge,grans tenalles i gerres d'anses amples i aplanades o trenades.En menor proporció són presents les olles, cadubs, llumeners de bec i safes o bols amb cobertura vidriada. La ceràmica de luxe utilitza les tècniques decoratives del verd i manganès, aplicat majoritàriament a les safes;i la corda seca parcial aplicada a les gerretes i gerrets amb anses proveïdes d'apèndix cilíndric.[2]
- # Segle XI:En aquesta fase s'aixequen nous murs sobre els murs longitudinals anteriors,que s'aprofiten com a fonamentació i es continua utilitzant un mur de la fase anterior,on s'obri una porta.Per tant, queda anul·lada la divisió en quatre àmbits corresponent a l'edifici del S.X. També es localitzen 2 canalitzacions, connectades entre elles mitjançant una canonada de terrissa. Les peces de luxe, ampolles gerrets o gerretes, així com safes o plats,poden ser vidriades per una o ambdues cares,amb decoració de traces en manganès; l'interior de les formes sol reservar-se per a decoracions de temes geomètrics o florals en verd i manganès. És molt significativa la presència d'útils de terrissaire (barretes còniques i cavallets), relacionats amb peces defectuoses i inacabades i amb gresols que fan pensar en un taller de terrissa molt pròxim.[2]
- # Primera meitat del segle XII: L'única estructura d'aquesta fase és un mur que divideix l'espai central de la fase anterior, al qual es realitza una nova pavimentació amb còdols. La ceràmica es caracteritza per la introducció de nous elements decoratius,com són la combinació de les tècniques de la corda seca parcial i la decoració estampillada a base de temes epigràfics o pseudoepigràfics: rosetes i creus inscrites en cercles.[2]
- # Segona meitat del segle XII: En aquest moment es realitza una gran fossa de 240 cm de profunditat que destrueix parcialment les construccions anteriors. Al seu interior es trobaren les restes de 9 esquelets humans disposats de forma desordenada.Entre el material arqueològic associat a les restes òssies destaca la troballa de tres monedes que s'han pogut identificar com a diners de billó corresponents als comtes Ramon Berenguer III i Ramon Berenguer IV.[2]
- # Després de la conquesta cristiana sembla que aquest indret esdevé la plaça que ha perdurat fins avui.[2]